# Кікбоксер 2: Дорога назад
Кікбоксе́р 2: Доро́га наза́д (англ. Kickboxer 2: The Road Back) — американський бойовик, продовження фільму Кікбоксер 1989 року.

## Сюжет
Девід Слоан — молодший брат кікбоксерів Курта і Еріка, героїв першої частини фільму. Девід викладає бойові мистецтва, але виходити на ринг за гроші відмовляється. Однак зіткнувшись із фінансовими труднощами, йому доводиться провести бій із найкращим учнем жорстокої школи Масіа і виграти. Ставши чемпіоном, він збирається піти з цього спорту, остаточно в ньому розчарувавшись. Але виявляється, що зав'язати з боями без правил так само складно, як піти з мафії — мало шансів залишитися в живих.

## У ролях
- Саша Мітчелл — Девід Слоан
- Пітер Бойл — Джастін Масіч
- Денніс Чан — Сіань Чоу
- Кері-Хіроюкі Тагава — Санга
- Джон Діл — Джек
- Мішель Кіссі — Тонг По
- Гізер МакКомб — Ліза
- Вінс Мурдокко — Брайан Вагнер
- Умберто Ортіз — Джо
- Маттіас Г'юз — Ніл Варгас
- Емманюель Кервін — Курт Слоан
- Джо Рестіво — коментатор
- Вінсент Клін — Тай Туг
- Брайан Остін Грін — Томмі
- Брент Келлі — Карл
- Енні О'Доннелл — мати Брайана
- Крістіан Ендрюс — тренер Брайана
- Джей Байрон — державний службовець
- Джин ЛеБелл — рефері
- Дейл Джейкобі — суддя
- Роберт Готліб — Лу Лескано
- Тоні Фасче — менеджер Лескано
- Альфред Уркідез — нападник Девіда
- Абрахам Ернандез мол. — нападник Девіда
- Дон Фемільтон — нападник Брайана
- Джефф Малвін — нападник Брайана
- Марк Ремер — нападник Брайана
- Емі Артур — Крістен Вагнер
- Дороті Деллс — перевіряюча медсестра
- Коріна Оліва — медсестра
- Ліза Капперіно — жінка у вікні
- Кейсі Стенгел — Ерік Слоан
- Дебра Баренфельд — подруга Масіч
- Ед Ендерс — противник Брайана
- Ченс Майкл Корбітт — хлопець в тренажерному залі
- Чарльз Д. Міллер — чоловік в тренажерному залі (в титрах не вказаний)

## Виробництво
Жан-Клод Ван Дамм відмовився від головної ролі, щоб знятися у фільмі Подвійний удар (1991) замість цього.
Незважаючи на гру лиходійського тайського тріо, Тагава, Кіссі і Вінсент Клин насправді не з Таїланду. Хоча Тагава дійсно азіат.
Ні Саша Мітчелл, ні Кіссі не чіпали реальне бите скло під час фінального бою. У реальності це був силіконовий лід.

## Критика
Рейтинг на IMDb — 4,4/10.

## Цікаві факти
- Головну роль у сіквелі зіграв Саша Мітчелл. Жан-Клод Ван Дамм знову взяв участь, проте цього разу лише як один зі сценаристів.
- Сценарій мав безліч недоробок, а точніше розбіжностей з початком історії. Великим плюсом стало повернення у фільм двох акторів — Денніса Чана і Мішеля Кіссі. Крім того, в ньому також взяв участь популярний лиходій бойовиків — Кері-Хіроюкі Тагава.